# Lill-Skardberget
Lill-Skardberget är ett naturreservat i Lycksele kommun i Västerbottens län.
Området är naturskyddat sedan 2016 och är 53 hektar stort. Reservatet omfattar nordostsluttningen av Lill-Skardberget ner till våtmarker kring Skardbäcken. Reservatet består av brandpräglad tallnaturskog.